# Uzenice
Uzenice (německy Usenitz) jsou obec v okrese Strakonice v Jihočeském kraji. Leží asi sedm kilometrů severovýchodně od Blatné. Žije zde 102 obyvatel.

## Historie
První písemná zmínka o obci pochází z roku 1227. Uzenice patřily ke klášteru svatému Jiří na Pražském hradě. Král Zikmund připojil Uzenice okolo roku 1420 k hradu Hluboká, ale zhruba o desetiletí poté ke Zvíkovu. Roku 1540 byly přiděleny k Orlíku. Když byly „proměněny ve statek zpupný”, prodal je Kryštof ze Švamberka roku 1577 bratřím Vrábským. Od té doby patřily k drahenickému panství. V roce 1654 zde bylo devět starých gruntů, dvě nově osedlí, jeden pustý grunt, domek a krčma. V roce 1770 zde bylo 26 čísel. V roce 1913 zde bylo 42 domů a 293 obyvatel Farně obec nalážela k Černívsku.

## Obyvatelstvo
| Rok            | 1869 | 1880 | 1890 | 1900 | 1910 | 1921 | 1930 | 1950 | 1961 | 1970 | 1980 | 1991 | 2001 | 2011 | 2021 |
| -------------- | ---- | ---- | ---- | ---- | ---- | ---- | ---- | ---- | ---- | ---- | ---- | ---- | ---- | ---- | ---- |
| Počet obyvatel | 310  | 345  | 368  | 339  | 301  | 303  | 274  | 181  | 185  | 168  | 162  | 121  | 120  | 121  | 91   |
| Počet domů     | 35   | 38   | 41   | 43   | 44   | 49   | 50   | 52   | 43   | 43   | 38   | 39   | 49   | 50   | 49   |

## Obecní správa

### Části obce
- Uzenice (k. ú. Uzenice)

K obci patří také Chobot a U Frička.
V letech 1900–1949 k obci patřil Chobot 3.díl a od 14. června 1964 do 23. listopadu 1990 také Černívsko, Chobot 1.díl, Chobot 2.díl a Újezd u Skaličan.
Sousedními obcemi sídla jsou Mišovice, Myštice, Blatná, Uzeničky a Chobot.

### Obecní symboly
Znak a vlajka byly obci uděleny rozhodnutím předsedkyně Poslanecké sněmovny Parlamentu České republiky dne 26. května 2011.

## Doprava

### Dopravní síť
Do obce vedou silnice III. třídy. Železniční trať ani stanice či zastávka na území obce nejsou.

### Autobusová doprava 2024
Autobusovou dopravu v obci Uzenice zajišťují společnosti Arriva Střední Čechy a ČSAD AUTOBUSY České Budějovice. Obec je součástí Pražské integrované dopravy (PID). V obci se nachází zastávka Uzenice. Obec obsluhují autobusové linky 482 a 380766. Autobusová linka 482 spojuje obec s Březnicí a Příbramí a směrem na druhou stranu pokračuje přes Blatnou až do Strakonic. Linka 380766 spojuje Blatnou s Paštikami a obcemi Chobot, Myštice, Uzenice a Uzeničky.

## Pamětihodnosti
- Boží muka
- Rýžoviště zlata v lese na západ od vesnice
- Pomník T. G. Masaryka